# Аблитаров, Ризван Решатович
Ризван Решатович Аблитаров (укр. Різван Решатович Аблітаров; род. 18 апреля 1989, Шахрисабз, Кашкадарьинская область) — украинский футболист, защитник.

## Биография
Ризван Аблитаров родился в узбекском городе Шахрисабз в семье футболиста Решата Аблитарова, который и был его первым тренером. По национальности крымский татарин. Заниматься футболом начинал в ДЮСШ города Судак, с 2003 по 2006 год выступал в чемпионате ДЮФЛУ за симферопольское УОР.
Летом 2006 года заключил контракт с днепропетровским «Днепром», однако более чем за 3 года пребывания в команде ни разу в основе «днепрян» не сыграл, ограничиваясь выступлениями за дублирующий состав. В этот период Ризван привлекался к играм юношеских сборных Украины разных возрастов. В 2006 году сыграл в составе сборной крымских татар на неофициальном турнире среди народов, сборные которых не признаны ФИФА. С 2009 по 2012 год защищал цвета «Ильичёвца», но в Мариуполе, как и в Днепропетровске, Аблитаров играл только за команду дублёров.
В 2012 году футболист вернулся на Крымский полуостров, заключив соглашение с футбольным клубом «Севастополь». Сыграл 4 матча за «Севастополь-2» во второй лиге, после чего был отдан в аренду сначала в черновицкую «Буковину», а затем в «Титан» из Армянска. С лета 2014 года играл в Даугавспилсе за «Даугаву», заняв со своей новой командой пятое место в латвийской высшей лиге.
Весной 2015 года Аблитаров вернулся на Украину, приняв предложение киевской «Оболони-Бровар». Вместе с «пивоварами» в дебютном своём сезоне завоевал серебро второй лиги, а через год бронзовые медали первой лиги Украины. В феврале 2017 года подписал контракт с клубом «Черноморец» (Одесса). В Премьер-лиге дебютировал 11 марта того же года в матче против каменской «Стали».
В июне 2017 на правах свободного агента перешёл в клуб «Атырау», за который дебютировал 21 июня того же года в полуфинальном матче кубка Казахстана. В том матче Ризван отыграл все 90 минут, а его команда победила 3:0, что позволило выйти в финал турнира. В течение двух следующих сезонов тоже вместе с командой выходил в финал национального кубка, однако во всех случаях его команда терпела неудачу.
В конце 2019 года покинул клуб в статусе свободного агента, а с нового года стал игроком клуба «Кайсар». Однако через всемирную пандемию за новый клуб не провёл ни одного официального матча. В сентябре того же года подписал контракт с донецким «Олимпиком» и этим же продолжил свое выступления в высшем украинском дивизионе.

## Достижения
- Финалист Кубка Казахстана (3): 2017, 2018, 2019
- Бронзовый призёр Первой лиги Украины: 2015/16
- Серебряный призёр Второй лиги Украины: 2014/15